# ديفيد هوارد (لاعب كرة قدم أمريكية)
ديفيد هوارد (بالإنجليزية: David Howard)‏ هو لاعب كرة قدم أمريكية أمريكي، ولد في 8 ديسمبر 1961 في إنتربرايز في الولايات المتحدة.

## وصلات خارجية
- دايفيد هوارد على موقع مرجع كرة القدم المحترفة.كوم (الإنجليزية)